# As It Was (Harry Styles)
As It Was è un singolo del cantautore britannico Harry Styles, pubblicato il 1º aprile 2022 come primo estratto dal terzo album in studio Harry's House.

## Descrizione
Si tratta di un brano synth pop influenzato dalla new wave degli anni ottanta, che si distacca dal rock che aveva caratterizzato i primi due dischi del cantante. Costruito attorno ad un riff di chitarra elettrica, è stato paragonato ai lavori dei Depeche Mode, degli a-ha e al singolo Blinding Lights di The Weeknd. Il testo affronta i temi della perdita e della solitudine. Nell'introduzione è presente un breve segmento parlato da Ruby Winston, figlioccia di Styles.

## Accoglienza
Nel 2024 Rolling Stone ha incluso il brano nella sua classifica delle 500 migliori canzoni di tutti i tempi.

## Video musicale
Il video, diretto da Tanja Muïn'o e girato nel Barbican Estate a Londra, è stato reso disponibile in concomitanza con la pubblicazione del singolo.

## Tracce
Testi e musiche di Harry Styles, Tyler Johnson e Thomas Hull.
1. As It Was – 2:47

## Successo commerciale
Il singolo ha guadagnato il record di traccia più riprodotta globalmente in un giorno su Spotify con oltre 16,1 milioni di stream per un artista maschile, mentre su Apple Music è divenuto il brano del 2022 più ascoltato nelle prime ventiquattro ore successive all'uscita.
Nel Regno Unito è diventato il secondo singolo dell'artista ad arrivare primo nella Official Singles Chart, debuttando con 94 140 unità di vendita di cui 3 034 sono ricavate dalle vendite digitali mentre le restanti dalle riproduzioni in streaming, divenendo così il brano con le più alte cifre di vendita del 2022. È risultato il pezzo più consumato nel paese durante la prima metà dell'anno con oltre 95 milioni di stream, 11 000 vendite fisiche e 33 000 download digitali.
Negli Stati Uniti As It Was ha superato Drivers License di Olivia Rodrigo nel primato di canzone più riprodotta in un singolo giorno su Spotify con oltre 8,3 milioni di stream. Ha poi debuttato al vertice della Billboard Hot 100 grazie a 43,8 milioni di riproduzioni in streaming, 27,2 milioni di ascolti radiofonici e 10 300 download digitali, segnando la seconda numero uno di Styles in classifica. Nella sua seconda settimana è stato spodestato da First Class di Jack Harlow, ma è riuscito a tornare in vetta durante la terza con aumenti negli ascolti radio e nelle vendite digitali del 28 e del 7% rispettivamente. Ha infine trascorso un totale di quindici settimane non consecutive al vertice della classifica, superando I Will Always Love You di Whitney Houston, Candle in the Wind 1997 di Elton John e We Belong Together di Mariah Carey nel record di canzone solista con il maggior numero di settimane spese al primo posto.

## Classifiche

### Classifiche settimanali
| Classifica (2022-25)  | Posizione massima |
| --------------------- | ----------------- |
| Argentina             | 2                 |
| Australia             | 1                 |
| Austria               | 1                 |
| Belgio (Fiandre)      | 1                 |
| Belgio (Vallonia)     | 1                 |
| Bielorussia           | 12                |
| Bolivia               | 2                 |
| Bulgaria              | 1                 |
| Canada                | 1                 |
| Cile                  | 13                |
| Colombia              | 10                |
| Corea del Sud         | 113               |
| Costa Rica            | 2                 |
| Croazia               | 3                 |
| Danimarca             | 1                 |
| Ecuador               | 9                 |
| El Salvador           | 1                 |
| Estonia               | 39                |
| Filippine             | 4                 |
| Finlandia             | 2                 |
| Francia               | 1                 |
| Germania              | 1                 |
| Giamaica              | 7                 |
| Grecia                | 1                 |
| Hong Kong             | 19                |
| India                 | 1                 |
| Indonesia             | 3                 |
| Irlanda               | 1                 |
| Islanda               | 1                 |
| Israele               | 55                |
| Italia                | 3                 |
| Kazakistan            | 44                |
| Libano                | 1                 |
| Lituania              | 1                 |
| Lussemburgo           | 1                 |
| Malaysia              | 3                 |
| Messico               | 1                 |
| Norvegia              | 2                 |
| Nuova Zelanda         | 1                 |
| Paesi Bassi           | 1                 |
| Panama                | 1                 |
| Paraguay              | 14                |
| Polonia               | 1                 |
| Portogallo            | 1                 |
| Regno Unito           | 1                 |
| Repubblica Ceca       | 2                 |
| Repubblica Dominicana | 9                 |
| Romania               | 1                 |
| Russia                | 1                 |
| Singapore             | 1                 |
| Slovacchia            | 1                 |
| Spagna                | 10                |
| Stati Uniti           | 1                 |
| Sudafrica             | 2                 |
| Svezia                | 1                 |
| Svizzera              | 1                 |
| Turchia               | 23                |
| Ucraina               | 10                |
| Ungheria              | 1                 |
| Vietnam               | 10                |

### Classifiche di fine anno
| Classifica (2022) | Posizione |
| ----------------- | --------- |
| Australia         | 1         |
| Austria           | 3         |
| Belgio (Fiandre)  | 1         |
| Belgio (Vallonia) | 1         |
| Brasile           | 35        |
| Bulgaria          | 5         |
| Canada            | 2         |
| Danimarca         | 8         |
| Finlandia         | 6         |
| Francia           | 8         |
| Germania          | 6         |
| India             | 4         |
| Islanda           | 1         |
| Italia            | 16        |
| Lituania          | 1         |
| Norvegia          | 5         |
| Nuova Zelanda     | 2         |
| Paesi Bassi       | 2         |
| Paraguay          | 50        |
| Regno Unito       | 1         |
| Russia            | 12        |
| Singapore         | 3         |
| Spagna            | 30        |
| Stati Uniti       | 2         |
| Svezia            | 4         |
| Svizzera          | 2         |
| Ucraina           | 64        |
| Ungheria          | 6         |
| Vietnam           | 81        |
| Classifica (2023) | Posizione |
| Argentina         | 130       |
| Australia         | 9         |
| Austria           | 17        |
| Bielorussia       | 63        |
| Brasile           | 75        |
| Canada            | 10        |
| Danimarca         | 50        |
| Francia           | 23        |
| Germania          | 25        |
| India             | 18        |
| Islanda           | 25        |
| Italia            | 86        |
| Norvegia          | 39        |
| Paesi Bassi       | 27        |
| Polonia           | 57        |
| Portogallo        | 16        |
| Regno Unito       | 9         |
| Russia            | 89        |
| Spagna            | 80        |
| Stati Uniti       | 15        |
| Svezia            | 71        |
| Svizzera          | 8         |
| Ucraina           | 111       |
| Classifica (2024) | Posizione |
| Argentina         | 193       |
| Australia         | 64        |
| Bielorussia       | 178       |
| Estonia           | 71        |
| Francia           | 112       |
| Islanda           | 68        |
| Portogallo        | 82        |
| Regno Unito       | 68        |
| Svizzera          | 68        |

### Classifiche di fine decennio
| Classifica (2020-29) | Posizione |
| -------------------- | --------- |
| Bielorussia          | 49        |
| Russia               | 67        |

### Classifiche di fine secolo
| Classifica (2000-2024) | Posizione |
| ---------------------- | --------- |
| Stati Uniti            | 12        |

## Date di pubblicazione
| Paese                 | Data           | Formato                      | Nota    |
| --------------------- | -------------- | ---------------------------- | ------- |
| Mondo                 | 1º aprile 2022 | Download digitale, streaming | [ 126 ] |
| Italia                | 1º aprile 2022 | Contemporary hit radio       | [ 127 ] |
| Stati Uniti d'America | 4 aprile 2022  | Adult contemporary radio     | [ 128 ] |
| Stati Uniti d'America | 5 aprile 2022  | Contemporary hit radio       | [ 129 ] |
| Regno Unito           | 22 aprile 2022 | CD                           | [ 130 ] |